# Estland ved sommer-OL 1928
Estland deltager i Sommer-OL 1928. 20 sportsudøvere fra Estland deltog i fem sportsgrene, brydning, boksning, sejlsport, atletik og vægtløftning under Sommer-OL 1928 i Amsterdam. Estland kom på en 16. plads med to guld-, en sølv og to bronzemedaljer. Atletikudøveren Gustav Kalkun var Estlands flagbærer under åbningsceremonien.

## Medaljer
| 1928 Amsterdam | Guld | Sølv | Bronze | Total |
| Estland        | 2    | 1    | 2      | 5     |

## Medaljevindere
| Estland ved sommer-OL 1928 i Amsterdam | Estland ved sommer-OL 1928 i Amsterdam                                            | Estland ved sommer-OL 1928 i Amsterdam | Estland ved sommer-OL 1928 i Amsterdam |
| Medaljer                               | Udøver                                                                            | Sport                                  | Øvelse                                 |
| -------------------------------------- | --------------------------------------------------------------------------------- | -------------------------------------- | -------------------------------------- |
| Guld                                   | Osvald Käpp                                                                       | Brydning                               | fristil, letvægt                       |
| Guld                                   | Voldemar Väli                                                                     | Brydning                               | græsk-romersk stil, fjervægt           |
| Sølv                                   | Arnold Luhaäär                                                                    | Vægtløftning                           | sværvægt                               |
| Bronze                                 | Albert Kusnets                                                                    | Brydning                               | græsk-romersk stil, mellemvægt         |
| Bronse                                 | William von Wirén Georg Faehlmann Nikolai Vekšin Eberhard Vogdt Andreas Faehlmann | Sejlsport                              | 6-meterklassen                         |